# Robe, Etiopija
Robe je grad u središnjoj Etiopiji u Zoni Bale u regiji Oromia. Grad leži na nadmorskoj visini od 2.492. Upravno je središte worede Sinanana Dinšo.
Znamenitosti ovog gradića su mjesni sajam koji se održava svakog utorka. Istočno od grada nalazi se poznata špilja Sof Omar.
Robe dijeli s obližnjim gradom Goba Zračnu luku (ICAO kod HAGB, IATA GOB) iz koje dnevo lete zrakoplovi Ethiopian Airlinesa za Adis Abebu.
Prema podacima Etiopske Centralne statističke agencije za 2005. godinu, grad Robe imao je 38,481 stanovnika od čega je bilo 19,290 muškaraca i 19,191 žena.